# Mekhadma
Mekhadma (în arabă مخادمة) este o comună din provincia Biskra, Algeria.
Populația comunei este de 5.425 de locuitori (2008).